# 12-й Венецианский кинофестиваль
12-й Венецианский международный кинофестиваль проходил в Венеции, Италия, с 20 августа по 10 сентября 1951 года.

## Жюри
- Марио Громо (председатель жюри), Италия;
- Антонио Бальдини,
- Эрманно Контини,
- Фабрицио Дентиче,
- Пьеро Гадда Конти,
- Виничо Маринуччи,
- Джан Гаспаре Наполитано,
- Джан Луиджи Ронди,
- Джорджо Виголо (Италия).

## Конкурсная программа
- Убийство в соборе, режиссёр Георг Хоэллеринг
- Расёмон, режиссёр Акира Куросава
- Рождённая вчера, режиссёр Джордж Кьюкор
- Дневник сельского священника, режиссёр Робер Брессон
- Алиса в стране чудес, режиссёр Клайд Джероними, Уилфред Джексон и Хэмильтон Ласки
- Туз в рукаве, режиссёр Билли Уайлдер
- Четырнадцать часов, режиссёр Генри Хэтэуэй
- Река, режиссёр Жан Ренуар
- Трамвай «Желание», режиссёр Элиа Казан
- Тереза, режиссёр Фред Циннеман
- Банда с Лавендер Хилл, режиссёр Чарльз Крайтон
- Ночь — моё царство, режиссёр Жорж Лакомб

## Награды
- Золотой лев: Расёмон, режиссёр Акира Куросава
- Кубок Вольпи за лучшую мужскую роль: Жан Габен — Ночь – моё царство
- Кубок Вольпи за лучшую женскую роль: Вивьен Ли — Трамвай «Желание»
- Серебряный лев — Специальный приз жюри: Трамвай «Желание», режиссёр Элиа Казан
- Лучший итальянский фильм: Город защищается, режиссёр Пьетро Джерми